# Sydiva versicolora
Sydiva versicolora är en fjärilsart som beskrevs av Max Wilhelm Karl Draudt 1950. Sydiva versicolora ingår i släktet Sydiva och familjen nattflyn. Inga underarter finns listade i Catalogue of Life.